# Вассі (Кальвадос)
Вассі́ (фр. Vassy) — колишній муніципалітет у Франції, у регіоні Нормандія, департамент Кальвадос. Населення — 1798 осіб (2011).
Муніципалітет був розташований на відстані близько 230 км на захід від Парижа, 45 км на південний захід від Кана.

## Історія
До 2015 року муніципалітет перебував у складі регіону Нижня Нормандія. Від 1 січня 2016 року належав до нового об'єднаного регіону Нормандія.
1 січня 2016 року Вассі, Берньєр-ле-Патрі, Бюрсі, Шендолле, Ле-Дезер, Естрі, Моншам, П'єрр, Прель, Ла-Рок, Рюллі, Сен-Шарль-де-Персі, Ле-Тей-Бокаж i В'єссуа було об'єднано в новий муніципалітет Вальдальєр.

## Демографія
Динаміка населення (Insee ):
Розподіл населення за віком та статтю (2006):
| Стать | Всього | До 15 років | 15-24 | 25-44 | 45-64 | 65-85 | Понад 85 |
| --- | ------ | ----------- | ----- | ----- | ----- | ----- | -------- |
| Чоловіки | 816    | 168         | 76    | 232   | 196   | 128   | 16       |
| Жінки | 904    | 164         | 92    | 220   | 204   | 188   | 36       |
| \| Статево-вікова піраміда \| Статево-вікова піраміда \| Статево-вікова піраміда \| \| ----------------------- \| ----------------------- \| ----------------------- \| \| Чоловіки \| Вік \| Жінки \| \| 16 \| 85 + \| 36 \| \| 0 \| 80-84 \| 56 \| \| 60 \| 75-79 \| 48 \| \| 44 \| 70-74 \| 44 \| \| 24 \| 65-69 \| 40 \| \| 48 \| 60-64 \| 20 \| \| 64 \| 55-59 \| 68 \| \| 40 \| 50-54 \| 72 \| \| 44 \| 45-49 \| 44 \| \| 56 \| 40-44 \| 52 \| \| 56 \| 35-39 \| 60 \| \| 84 \| 30-34 \| 76 \| \| 36 \| 25-29 \| 32 \| \| 32 \| 20-24 \| 44 \| \| 44 \| 15-20 \| 48 \| \| 44 \| 10-14 \| 40 \| \| 56 \| 5-9 \| 64 \| \| 68 \| 0-4 \| 60 \| |        |             |       |       |       |       |          |
| Статево-вікова піраміда |        |             |       |       |       |       |          |
| Чоловіки | Вік    | Жінки       |       |       |       |       |          |
| 16 | 85 +   | 36          |       |       |       |       |          |
| 0 | 80-84  | 56          |       |       |       |       |          |
| 60 | 75-79  | 48          |       |       |       |       |          |
| 44 | 70-74  | 44          |       |       |       |       |          |
| 24 | 65-69  | 40          |       |       |       |       |          |
| 48 | 60-64  | 20          |       |       |       |       |          |
| 64 | 55-59  | 68          |       |       |       |       |          |
| 40 | 50-54  | 72          |       |       |       |       |          |
| 44 | 45-49  | 44          |       |       |       |       |          |
| 56 | 40-44  | 52          |       |       |       |       |          |
| 56 | 35-39  | 60          |       |       |       |       |          |
| 84 | 30-34  | 76          |       |       |       |       |          |
| 36 | 25-29  | 32          |       |       |       |       |          |
| 32 | 20-24  | 44          |       |       |       |       |          |
| 44 | 15-20  | 48          |       |       |       |       |          |
| 44 | 10-14  | 40          |       |       |       |       |          |
| 56 | 5-9    | 64          |       |       |       |       |          |
| 68 | 0-4    | 60          |       |       |       |       |          |

## Економіка
2010 року серед 1014 осіб працездатного віку (15—64 років) 742 були активними, 272 — неактивними (показник активності 73,2%, у 1999 році було 71,2%). З 742 активних мешканців працювало 670 осіб (347 чоловіків та 323 жінки), безробітними було 72 (32 чоловіки та 40 жінок). Серед 272 неактивних 78 осіб було учнями чи студентами, 134 — пенсіонерами, 60 були неактивними з інших причин.

У 2010 році в муніципалітеті числилось 746 оподаткованих домогосподарств, у яких проживали 1775,5 особи, медіана доходів виносила 16 552 євро на одного особоспоживача

## Громади-побратими
- Тріфенштайн (нім. Triefenstein), Німеччина